# Бочков, Александр Александрович
Александр Александрович Бочков (11 декабря 1983, Москва) - российский баскетболист. Бронзовый призёр чемпионата мира (2015) и чемпион Европы (2016) года по баскетболу среди глухих. Член исполкома Международной федерации баскетбола глухих (DIBF). Президент Всероссийского общества глухих.

## Биография
Александр Александрович Бочков родился 11 декабря 1983 года в Москве. Инвалид по слуху с детства. С 2003 по 2009 годы учился в Московской государственной академии физической культуры (МГАФК) по специальности "физическая культура для лиц с отклонениями в состоянии здоровья (адаптивная физическая культура)".
В 2012 году получил дополнительное образование по направлению: "Разработка и анализ бизнес-планов проектов" в Международной школе бизнеса Московской торгово-промышленной палаты. В 2020 году окончил Российскую академию народного хозяйства и государственной службы при Президенте Российской Федерации (РАНХиГС) по направлению: "Эффективное управление организацией".
Женат, имеет дочь.

### Спортивная карьера
Входит в состав сборной России по баскетболу среди глухих. Является многократным чемпионом страны, "Мастер спорта России международного класса" (2015). 
| Год  | Соревнования        | Место проведения | Дисциплина | Место    |
| ---- | ------------------- | ---------------- | ---------- | -------- |
| 2009 | Сурдлимпийские игры | Тайбэй, Тайвань  | баскетбол  | 10 место |
| 2010 | Еврокубок           | Трапани, Италия  | баскетбол  | Золото   |
| 2011 | Еврокубок           | Патры, Греция    | баскетбол  | Бронза   |
| 2012 | Чемпионат Европы    | Конья, Турция    | баскетбол  | Бронза   |
| 2013 | Еврокубок           | Пезаро, Италия   | баскетбол  | Золото   |
| 2013 | Сурдлимпийские игры | София, Болгария  | баскетбол  | 5 место  |
| 2014 | Еврокубок           | Стамбул, Турция  | баскетбол  | Бронза   |
| 2015 | Еврокубок           | Бергамо, Италия  | баскетбол  | Золото   |
| 2015 | Чемпионат мира      | Таоюань, Тайвань | баскетбол  | Бронза   |
| 2016 | Чемпионат Европы    | Салоники, Греция | баскетбол  | Золото   |
| 2016 | Еврокубок           | Стамбул, Турция  | баскетбол  | Серебро  |
| 2017 | Сурдлимпийские игры | Самсун, Турция   | баскетбол  | 7 место  |
| 2017 | Еврокубок           | Лодзь, Польша    | баскетбол  | Золото   |
| 2018 | Еврокубок           | Верона, Италия   | баскетбол  | Серебро  |
| 2019 | Чемпионат мира      | Люблин, Польша   | баскетбол  | 4 место  |
| 2019 | Еврокубок           | Москва, Россия   | баскетбол  | Серебро  |

### Общественная и профессиональная деятельность
- Руководитель Федерации баскетбола и стритбола инвалидов по слуху (2008–2018)[14]
- C 2019 года - член Исполкома Международной федерации баскетбола глухих (DIBF)[3],
- Председатель общественного объединения "МГОВОГ2020" (2020)[15].
- С 2020 по 2024 год занимал пост председателя Московской городской организации Всероссийского общества глухих[4][5][6].
- С августа 2024 года является президентом Всероссийского общества глухих.